# Modelo paramétrico
En estadística, un modelo paramétrico (también denominado familia paramétrica o modelo de dimensión finita) es una clase particular de modelo estadístico. Específicamente, un modelo paramétrico es una familia de distribuciones de probabilidad que tiene un número finito de parámetros.

## Definición
Un modelo estadístico es una colección de distribuciones de probabilidad en algunos espacios muestrales. Se supone que la colección, 𝒫, está indexada por algún conjunto Θ. Para cada θ ∈ Θ, si Pθ denota el miembro correspondiente de la colección; y además Pθ es una función de distribución. Entonces, un modelo estadístico se puede escribir como
{\displaystyle {\mathcal {P}}={\big \{}P_{\theta }\ {\big |}\ \theta \in \Theta {\big \}}.}
El modelo es un modelo paramétrico si Θ ⊆ ℝk para algún entero positivo k.
Cuando el modelo consta de distribuciones continuas, a menudo se específica en términos de las funciones de densidad de probabilidad correspondientes:
{\displaystyle {\mathcal {P}}={\big \{}f_{\theta }\ {\big |}\ \theta \in \Theta {\big \}}.}

## Ejemplos
- Una familia de distribuciones de Poisson está parametrizado por un solo número λ > 0:

{\displaystyle {\mathcal {P}}={\Big \{}\ p_{\lambda }(j)={\tfrac {\lambda ^{j}}{j!}}e^{-\lambda },\ j=0,1,2,3,\dots \ {\Big |}\;\;\lambda >0\ {\Big \}},}
donde pλ es e
la función de probabilidad. Es una familia exponencial.
- Una familia de distribuciones normales está parametrizado por θ = (μ, σ), donde μ ∈ ℝ es un parámetro de ubicación y σ > 0 es un parámetro de escala:

{\displaystyle {\mathcal {P}}={\Big \{}\ f_{\theta }(x)={\tfrac {1}{{\sqrt {2\pi }}\sigma }}\exp \left(-{\tfrac {(x-\mu )^{2}}{2\sigma ^{2}}}\right)\ {\Big |}\;\;\mu \in \mathbb {R} ,\sigma >0\ {\Big \}}.}
Es una familia exponencial y una familia por localización y escala.
- Una familia de distribuciones de Weibull tiene un parámetro tridimensional θ = (λ, β, μ):

{\displaystyle {\mathcal {P}}={\Big \{}\ f_{\theta }(x)={\tfrac {\beta }{\lambda }}\left({\tfrac {x-\mu }{\lambda }}\right)^{\beta -1}\!\exp \!{\big (}\!-\!{\big (}{\tfrac {x-\mu }{\lambda }}{\big )}^{\beta }{\big )}\,\mathbf {1} _{\{x>\mu \}}\ {\Big |}\;\;\lambda >0,\,\beta >0,\,\mu \in \mathbb {R} \ {\Big \}}.}
- Una familia de modelos binomiales está parametrizado por θ = (n, p), donde n es un número entero no negativo y p es una probabilidad (es decir, p ≥ 0 y p ≤ 1):

{\displaystyle {\mathcal {P}}={\Big \{}\ p_{\theta }(k)={\tfrac {n!}{k!(n-k)!}}\,p^{k}(1-p)^{n-k},\ k=0,1,2,\dots ,n\ {\Big |}\;\;n\in \mathbb {Z} _{\geq 0},\,p\geq 0\land p\leq 1{\Big \}}.}
Este ejemplo ilustra la definición de un modelo con algunos parámetros discretos.

## Observaciones generales
Un modelo paramétrico se llama identificable si la aplicación θ ↦ Pθ es invertible, es decir, no hay dos valores de parámetros diferentes, θ1 y θ2, tales que Pθ1 = Pθ2.

## Comparaciones con otras clases de modelos
Los modelos paramétricos se contrastan con los semi paramétricos, los semi no paramétricos y los no paramétricos, todos los cuales están relacionados con un conjunto infinito de parámetros para su descripción. La distinción entre estas cuatro clases es la siguiente: [cita requerida]
- Un modelo es "paramétrico" cuando todos sus parámetros pertenecen a espacios de dimensión finita
- Un modelo es "no paramétrico" si todos los parámetros pertenecen a espacios de dimensión infinita
- Un modelo es "semi paramétrico' si contiene parámetros de interés de dimensión finita y parámetros molestos de dimensión infinita
- Un modelo es "semi no paramétrico" si contiene parámetros de interés desconocidos, tanto de dimensión finita como de dimensión infinita

Algunos estadísticos consideran que los conceptos "paramétrico", "no paramétrico" y "semiparamétrico" son ambiguos. También se puede observar que el conjunto de todas las medidas de probabilidad tiene la cardinalidad del continuo, y por lo tanto es posible parametrizar cualquier modelo por un solo número en el intervalo (0,1). Esta dificultad se puede evitar considerando solo los modelos paramétricos "suaves".